# AVA AF 1
Dimensions
L'AVA AF 1 est un avion expérimental allemand de l'entre-deux-guerres. 
Biplace, ce monoplan à aile haute cantilever et train classique fixe se caractérisait par des cloisons en bout d’aile et un bord de fuite s’abaissant entièrement, formant volet de bord de fuite. Les ailerons étaient suspendus sous les panneaux externes de voilure, commandés par un moteur auxiliaire situé dans le fuselage. Après une première série d'essais en vol, l'ingénieur Wöckner pilotant l'appareil et le Dipl.Ing Wieter étant passager, la voilure subit quelques modifications. Immatriculé [D-IIII], ce prototype poursuivait ses essais en 1938/39.